# 井藤勲雄
井藤 勲雄（いとう いさお、1908年11月3日 - 1989年6月11日）は、日本の経営者、銀行家。広島県出身。

## 経歴
1936年に京都帝国大学法学部法学科を卒業し、同年に芸備銀行(のちの広島銀行)に入行。1960年10月に取締役に就任し、1963年2月に常務、1965年5月に専務、1966年12月に副頭取を経て、1968年3月に頭取に就任。1984年6月には会長に就任。
1974年9月に藍綬褒章を受章し、1980年4月に勲三等旭日中綬章を受章。
1989年6月11日腎不全のために死去。80歳没。